# Ježevci
Ježevci (znanstveno ime Sarcodon) so rod gliv iz družine bodičark ( 	Bankeraceae).

## Seznam ježevcev Slovenije[2]
- rjavi ježevec (Sarcodon imbricatus)
- gladki ježevec (Sarcodon leucopus)
- knežji ježevec (Sarcodon regalis)